# Adrian Lloyd Hughes
Adrian Lloyd Hughes (født 2. januar 1962 i Wales) er en dansk journalist. Han er kendt som vært på flere programmer på DR2, DR K og P1 som Smagsdommerne, Kunstquiz, Historiequizzen og Klog på Sprog. Han modtog DR's Sprogpris i 2004.

## Karriere
Hughes blev uddannet på Journalisthøjskolen i Aarhus.
Han påbegyndte sin karriere som journalist i 1985 som praktikant på Danmarks Radio og to år på ungdomsprogrammet P4 i P1. Han blev ansat på TV2 Lorry fra kanalens etablering i 1989. I 1996 vendte han tilbage til DR og blev vært på det nystartede DR2, hvor han også var reporter og tilrettelægger. Siden har han primært arbejdet på kulturområdet på programmer som Kulturfredag, Kulturjournalen, Tematirsdag, Spot og Smagsdommerne.
Adrian Lloyd Hughes har samtidigt været vært på P1s Alle tiders Historie og på TV3s Stjernejoker.
Fra 2010 til 2019 var Hughes vært på på programmet Kunstquiz på DR K. Programmet nåede samenlagt 82 afsnit, og behandlede omkring 1600 kunstværker. Undervejs har pogrammet besøgt næsten alle danske kunstmuseer. Udover Bente Scavenius har Martin Bigum og Trine Ross været blandt de mest hyppige gæster, og de øvrige deltagere tæller bl.a. Jesper Bruun Rasmussen, Kasper Nielsen, Mads Damsbo, Gitte Ørskou, Jesper Christiansen, Peter Carlsen, Torben Ribe, Anne-Mette Villumsen, Christine Buhl Andersen, Michael Kvium og Nils Erik Gjerdevik.
I 2015 overtog han værtsrollen på Historiequizzen på DR K fra Ulrik Langen. Samme år lavede man for første gang en live-udgave af Historiequizzen med Kåre Johannessen og Hanne Fabricius til Historiske Dage d. 15. marts. Live-udgaven af Historiequizzen er gentaget på senere Historiske Dage.
Siden 2017 har han været vært på P1's sprogmagasin Klog på Sprog.

## Hæder
Han modtog DR's Sprogpris i 2004 "for sikker, original og engageret sprogbehandling, som fastholder seerne i hans udsendelser." I 2021 modtog han "Buketten", en pris fra KLF, Kirke & Medier, for Klog på Sprog.
I 2021 modtog han prisen som Årets Vært ved Prix Radio for sit arbejde på P1. 

## Privatliv
Adrian Lloyd Hughes er født i 1962 i Wales, søn af waliseren Hywel Hughes og danske Jette Dreyer. Hughes' morfar er den kendte arkitekt Thorvald Dreyer. Adrian Lloyd Hughes flyttede til Danmark som treårig i 1965. Han har siden 1992 boet sammen med sin partner Verner Kristiansen.
Adrian Lloyd Hughes har i 2021 produceret en biografisk DR podcast-serie med titlen Mors afskedsbrev som endevender hans morfars, arkitekten Thorvald Dreyers tre ægteskaber og livet i Frederiksbergs absolutte overklasse, med kommentarer fra familie og venner på baggrund af et brev som hans mor, Jette Dreyer, efterlod sine fem sønner efter sin død. Skikkelser som Arne Stæhr Johansen og Jens Otto Krag hørte til omgangskredsen, og i podcasten bidrager den 105-årige Lise Nørgaard som tidsvidne.

## Filmografi
- DR2-nyt (1996)
- Kulturjournalen (1998)
- Spot (2004)
- Smagsdommerne (2005-2010)
- Kunstquiz (2010-2019)
- TV!TV!TV! (2011)
- Natholdet (2012)
- Historiequizzen (2015-2019)

## Fodnoter
1. ↑  Det var tredje udgave af Kunstquiz, der oprindeligt udviklet til Danmark Radios fjernsyn af Stig Krabbe Barfoed og Per Arnoldi i 1980’erne med sidstnævnte som vært.[4][5] Bente Scavenius var vært på anden generation af Kunstquiz på det nystartede DR 2 i 1990’erne.[6] Hun deltog også som deltager i Hughes’ version, der blev sendt på DR K, sammen med Tore Leifer, Lone Krüger Bodholt og Birgit Nissen Pedersen.
2. ↑  Ved overtagelsen var han og Maria Helleberg var i Aftenshowet, hvor de talte om historiemessen Historiske Dage i København. Derudover deltog de i en kort historiequiz, Kåre Johannessen stillede tre spørgsmål til gæsterne i studiet i stil med Historiequizzen.[10]
3. ↑  De fik spørgsmål om Øksnehallen, hvori messen fandt sted.[11] Han var også på scenen med Maria Helleberg; de talte om Leonora Christina og hendes fangenskab i Blåtårn.[11]